# Canadian Open 1978 (Badminton)
Die Canada Open 1978 im Badminton fanden vom 29. November bis zum 2. Dezember 1978 in Toronto statt.

## Austragungsort
- Etobicoke Olympium

## Finalergebnisse
| Disziplin    | Sieger                         | Finalist                       | Ergebnis            |
| ------------ | ------------------------------ | ------------------------------ | ------------------- |
| Herreneinzel | Flemming Delfs                 | Thomas Kihlström               | 14-17, 15-11, 18-16 |
| Dameneinzel  | Wendy Clarkson                 | Sonoe Ohtsuka                  | 11-9, 11-8          |
| Herrendoppel | Thomas Kihlström Bengt Fröman  | Flemming Delfs Steen Skovgaard | 9-15, 15-10, w.o.   |
| Damendoppel  | Sonoe Ohtsuka Kazuko Sekine    | Sachiko Akimoto Mitsuyo Tani   | 15-11, 18-15        |
| Mixed        | Steen Skovgaard Wendy Clarkson | Paul Johnson Claire Backhouse  |                     |